# Равник-при-Хотедршиці
Равник-при-Хотедршиці (словен. Ravnik pri Hotedršici) — поселення в общині Логатець, Осреднєсловенський регіон, Словенія. Висота над рівнем моря: 636,9 м.